# トッド・マカロック
トッド・マカロック（Todd MacCulloch）ことトッド・カーライル・マカロック（Todd Carlyle MacCulloch、1976年1月27日 - ）は、カナダの元プロバスケットボール選手。NBAでプレイしていたが、2003年に遺伝性の難病が発症し2004年9月に現役を引退した。マニトバ州ウィニペグ出身。ポジションはセンター。213cm、127kg。

## 来歴
ワシントン大学1年次にはカンファレンスのフレッシュマンチームに選ばれた。2年次にはフィールドゴール成功率67.6%、3年次には平均18.6得点、9.7リバウンドをあげてNCAAトーナメントベスト16に進出、第2シードのコネチカット大学戦でリップ・ハミルトンにブザービーターを決められて敗れた。65.0%を記録した。4年次の1999年には平均18.7得点、11.9リバウンド、フィールドゴール成功率66.2%の成績をあげて、オールアメリカンに選ばれた。また3シーズン連続でNCAAディビジョンIのフィールドゴール成功率トップとなった。これはジェリー・ルーカスに次ぐ史上2人目の快挙であった。3年次と4年次にはパシフィック・テン・カンファレンスのファーストチームにも選ばれている。
1999年のNBAドラフト2巡47位でフィラデルフィア・セブンティシクサーズに指名された。1999-2000シーズンは先発6試合を含む56試合に出場し、平均3.7得点、2.6リバウンドをあげた。シクサーズで2シーズンを控えセンターとして過ごした後、オフシーズンに「フリーエージェントとなった彼はニュージャージー・ネッツと契約、2001-02シーズン、先発センターとして平均9.7得点、6.1リバウンドをあげた。その後シクサーズにトレードで復帰、2002-03シーズンは平均20分の出場で7.1得点、4.7リバウンドをあげた。シーズン半ばの2月より慢性的な足の状態の悪さから故障者リストに入り、その年のNBAファイナルでプレーすることはできなかった。翌シーズンはプレーできず、2004年9月に現役引退を発表した。
バスケットボールカナダ代表としても93試合に出場、シドニーオリンピックでは7位となっている。
難病とされる遺伝性末梢神経疾患、シャルコー・マリー・トゥース病のため、27歳で引退した。

## ピンボール
幼いころからピンボールをプレーした。2001年にニュージャージー・ネッツ在籍中に自宅にピンボールの器械を購入しており、自宅には50以上のピンボールやアーケードゲームの器械がある。Medieval Madness
2007年にはスウェーデンのストックホルムで開かれたヨーロッパピンボール選手権に出場している。また2005年からPAPAの世界大会にも出場している。2011年10月23日にシカゴで開かれた大会で優勝し賞金3000ドルを手に入れた。
現在世界ランキング124位となっている。